# Schmalblättrige Lorbeerrose
Die Schmalblättrige Lorbeerrose (Kalmia angustifolia, englisch sheep laurel) ist eine Pflanzenart aus der Familie der Heidekrautgewächse. Der blühende Strauch ist ursprünglich im östlichen Nordamerika von Ontario und Quebec im Norden bis nach Virginia im Süden verbreitet.

## Beschreibung

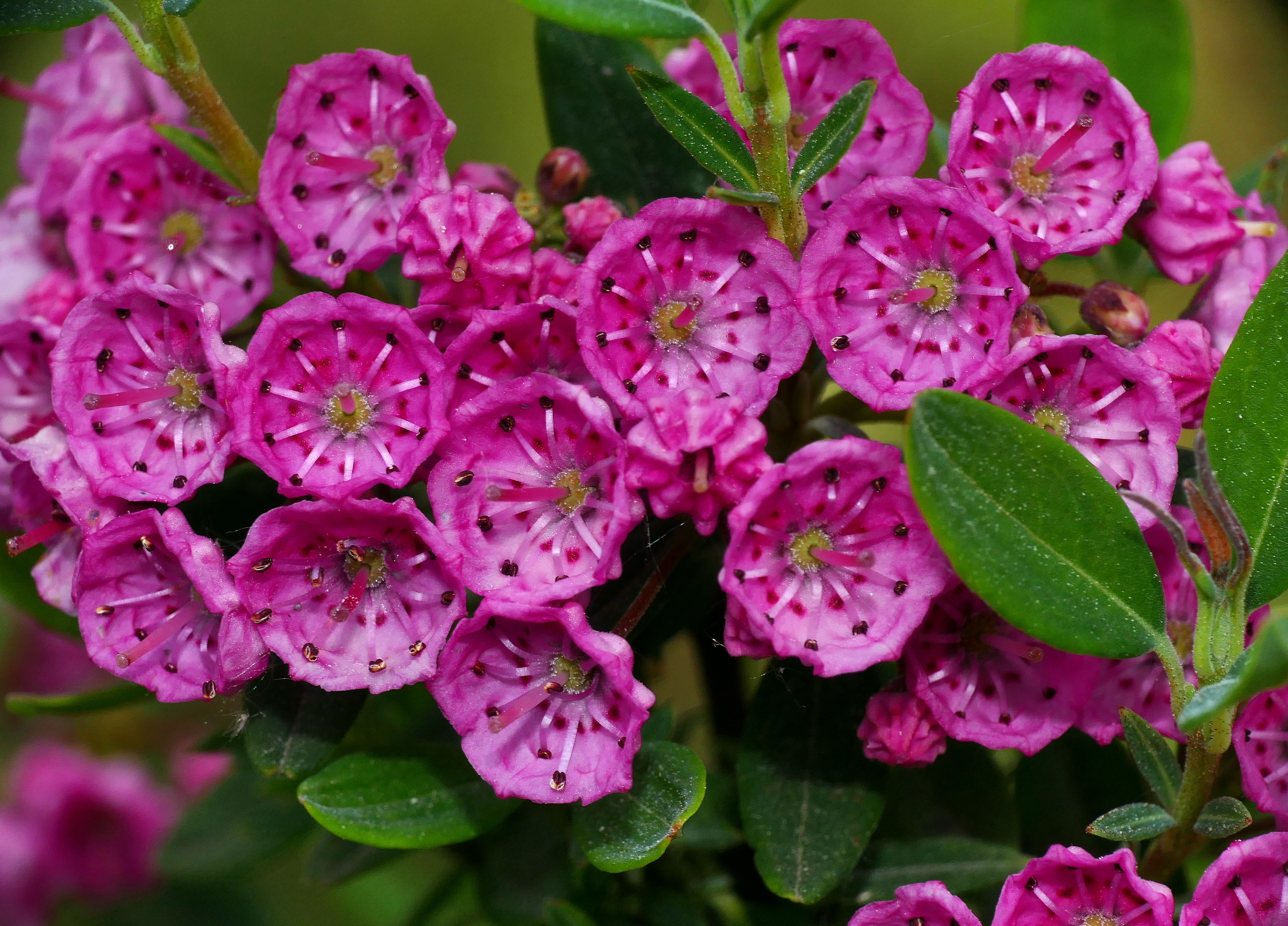
Blüten im Detail

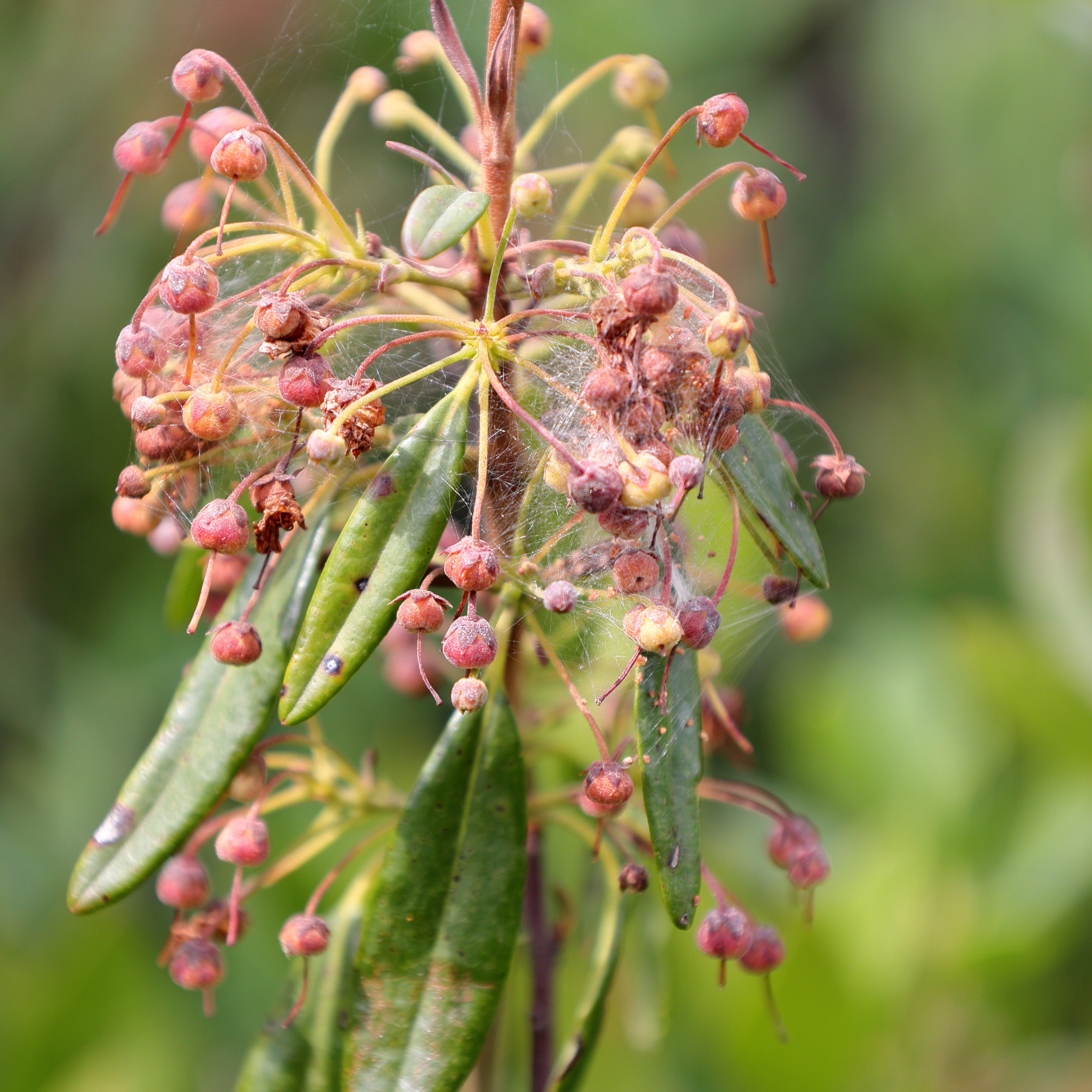
Fruchtstand

Wildwachsende Sträucher sind zwischen 30 und über 120 Zentimeter hoch. Neue Triebe sprossen aus ruhenden Knospen von in der Erde verborgenen Rhizomen. Durch Brände kann dieser Prozess stimuliert werden.
Die immergrünen, unterseits helleren Blätter erscheinen normalerweise in Dreiergruppen, wirtelig am Stängel oder gegen- bis wechselständig. Die ledrigen, ganzrandigen, stumpfen bis spitzen, manchmal feinstachelspitzigen und schmal-eiförmigen, eilanzettlichen bis lanzettlichen oder verkehrt-eiförmigen, -eilanzettlichen, leicht, fein behaarten bis kahlen, teils drüsigen Laubblätter sind kurz gestielt. Das lateinische Art-Epitheton „angustifolia“ bedeutet „schmalblättrig“.
Die attraktiven, zwittrigen und gestielten, fünfzähligen Blüten mit doppelter Blütenhülle treten im Frühsommer auf. Sie erscheinen in achselständigen und dichten, drüsig behaarten Schirmrispen, -trauben oder Trauben. Jede bis 1,5 Zentimeter große Blüte besitzt fünf kleine, grüne bis rote, teils drüsig behaarte Kelchblätter und fünf, rosa bis rötliche, selten weiße, außen fein behaarte, rippige, breit glockenförmig, napfförmig verwachse Kronblätter, mit kurzen, bespitzten Zipfeln, mit kurzer, schmaler Kronröhre. Die zehn Staubbeutel liegen jeweils unter elastischer Vorspannung, mit gebogenen Staubfäden, in einer kleinen Tasche in den Kronblättern. Die Staubblätter sind relativ kurz, sie löschen sich bei Berührung durch ein Insekt explosionsartig, schnappen zurück und verstreuen so den Pollen. Der fünfkammerige, kugelige Fruchtknoten ist oberständig mit langem, festem Griffel mit kopfiger Narbe. Es ist ein 10-eckiger Diskus vorhanden. Die Blüten werden von Hummeln und solitären Bienen bestäubt.
Jede reife, etwas abgeflacht rundliche und feinhaarige, drüsige, holzige, septizide, kleine, bis 5 Millimeter große Kapselfrucht mit beständigem Kelch und langem Griffel enthält etwa 180 kleine, flache, geflügelte, bis 1 Millimeter lange Samen.
Zahlreiche Sorten wurden als Zierpflanzen gezüchtet, von denen Kalmia angustifolia f. rubra, mit vielen roten Blüten den Award of Garden Merit der Royal Horticultural Society errang.

## Ökologie
Kalmia angustifolia wächst allgemein in trockenen Lebensräumen im borealen Nadelwald und kann nach Kahlschlag oder Waldbrand auf großen Flächen zur dominanten Art werden. Wie viele Pflanzen auf unfruchtbarem Boden hat sie eine symbiotische Beziehung zu Pilzen (Mykorrhiza). Sie wird auch in trockeneren Bereichen von Torf-Mooren angetroffen.

## Verbreitung
Außer den ursprünglichen Vorkommen im östlichen Nordamerika kommt diese Art in Europa in Großbritannien, Deutschland, den Niederlanden und in Oberösterreich und selten eingebürgert vor. In Deutschland kommt diese Art in Bayern am Chiemsee, in Niedersachsen zwischen Hannover und Aurich und in Nordrhein-Westfalen bei Rheine vor.

## Giftpflanze
Die Pflanzenarten der Gattung Kalmia enthalten Glycoside, die sogenannten Grayanotoxine. Sie sind für Säugetiere giftig. Somit sind die Pflanzen in Wiesen unerwünscht. Mehrere ihrer englischen Trivialnamen beziehen sich auf diese Giftigkeit: lamb-kill (deutsch Lamm-Tod), sheep kill (deutsch Schafs-Tod), calf-kill (deutsch Kalbs-Tod), pig laurel (deutsch Schweine-Lorbeer), sheep-laurel (deutsch Schafs-Lorbeer) und sheep-poison (deutsch Schafs-Gift). Sie wird auch als „Schmalblättriger Lorbeer“ (englisch narrow-leaved laurel) und „Zwerg-Lorbeer“ (englisch dwarf laurel) bezeichnet.

## Taxonomie
Die Erstveröffentlichung von Kalmia angustifolia erfolgte 1753 durch Carl von Linné in Species Plantarum, Tomus I, Seite 391.